# Sara Balzer
Sara Balzer (født 3. april 1995) er en fransk fægter.
Hun repræsenterede Frankrig ved sommer-OL 2020 i Tokyo, hvor hun vandt sølv i holdkonkurrencen i sabel.
Ved sommer-OL 2024 i Paris vandt hun sølv.